# ギリシャ・ベースボールリーグ
ギリシャ・ベースボールリーグ（英名：Greek Baseball League）はギリシャの野球リーグである。ギリシャ野球ソフトボール連盟によって運営されていた。
シーズンは毎年3月に開幕し、11月のファイナルで終了する。試合は週末に行われる。

## 概要
ギリシャでの野球の歴史は長いが、人気の定着とはならずに2014年に解体された。
2023年の4月にギリシャ文化・スポーツ省が発表した声明により、野球競技をギリシャ体操連盟への加盟することと、リーグの再開を目指すことが明らかになった。

## 歴史
アテネが 2004年のオリンピック開催地に選ばれたことをきっかけに、ギリシャアマチュア野球連盟「HABF」が創設された。
2000年にHABFが、6チームが参加する初のギリシャ野球選手権大会を主催した。選手の多くはギリシャ系アメリカ人やギリシャ系カナダ人だったが、ほとんどが地元のギリシャ人アスリートであった。
2004年のオリンピック後、2008年にギリシャ政府が野球に資金を提供する立場にないという現実を受け入れ、自費での活動へと切り替えた。
2014年にアテネ野球場を閉鎖することが決定したため、ギリシャ・ベースボールリーグの活動は中断された。
2023年の４月にギリシャ文化・スポーツ省が発表した声明により、野球競技をギリシャ体操連盟への加盟することと、リーグの再開を目指すことが明らかになった。

## 結果
| Year | Team               |
| ---- | ------------------ |
| 2000 | Marousi 2004       |
| 2001 | Marousi 2004       |
| 2002 | Marousi 2004       |
| 2003 | Marousi 2004       |
| 2004 | Spartakos Glyfadas |
| 2005 | Spartakos Glyfadas |
| 2006 | Spartakos Glyfadas |
| 2007 | Spartakos Glyfadas |
| 2008 | 中止               |
| 2009 | Spartakos Glyfadas |
| 2010 | Panthers Patras    |
| 2011 | Marousi 2004       |
| 2012 | Spartakos Glyfadas |
| 2013 | Marousi 2004       |
| 2014 | 中断               |

## 優勝回数
| チーム名           | 優勝回数 | 優勝年度                           |
| ------------------ | -------- | ---------------------------------- |
| Marousi 2004       | 6        | 2000, 2001, 2002, 2003, 2011, 2013 |
| Spartakos Glyfadas | 6        | 2004, 2005, 2006, 2008, 2009, 2012 |
| Panthers Patras    | 1        | 2010                               |